# Głowica panoramiczna

Głowica do panoram sferycznych o całkowicie wyeliminowanej paralaksie

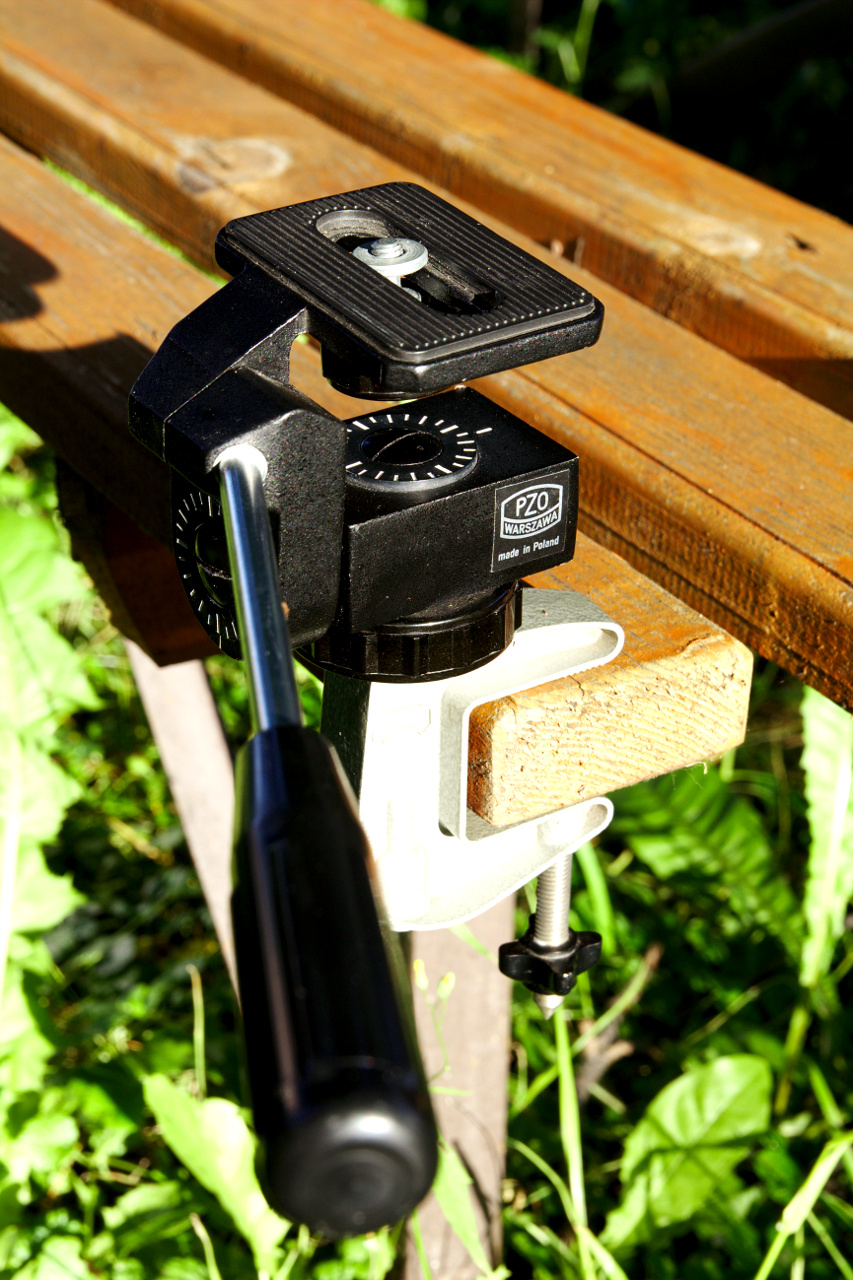
Głowica z występującą paralaksą

Głowica panoramiczna, głowica do panoram (ang. qtvrhead, od QTVR – Quick Time Virtual Reality, head – głowica) – część statywu fotograficznego pozwalająca na ustalenie osi obrotu aparatu fotograficznego, tak aby wyeliminować bądź zminimalizować błąd paralaksy.
Całkowite wyeliminowanie paralaksy wymaga ustalenia osi obrotu w punkcie bez paralaksy (środku źrenicy wejściowej) obiektywu. Uzyskuje się to kalibrując głowicę przez reguluję ustawienia obiektywu względem dwóch osi obrotu. Kalibrację należy powtórzyć przy zmianie obiektywu lub aparatu. W obiektywach zmiennoogniskowych punkt bez paralaksy przesuwa się przy zmianie ogniskowej, jednak przeważnie zdjęcia do panoramy wykonuje się przy najkrótszej jej wartości.
Tego typu głowice wykorzystywane są najczęściej do tworzenia panoram dookólnych oraz panoram sferycznych.